# Edward Copleston

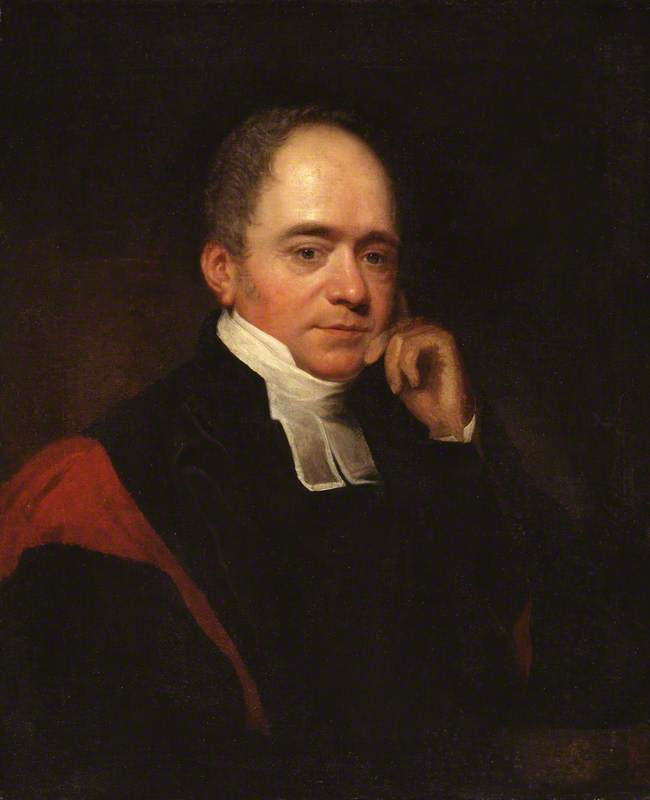
Retrato de Edward Copleston de principios del por Thomas Phillips.

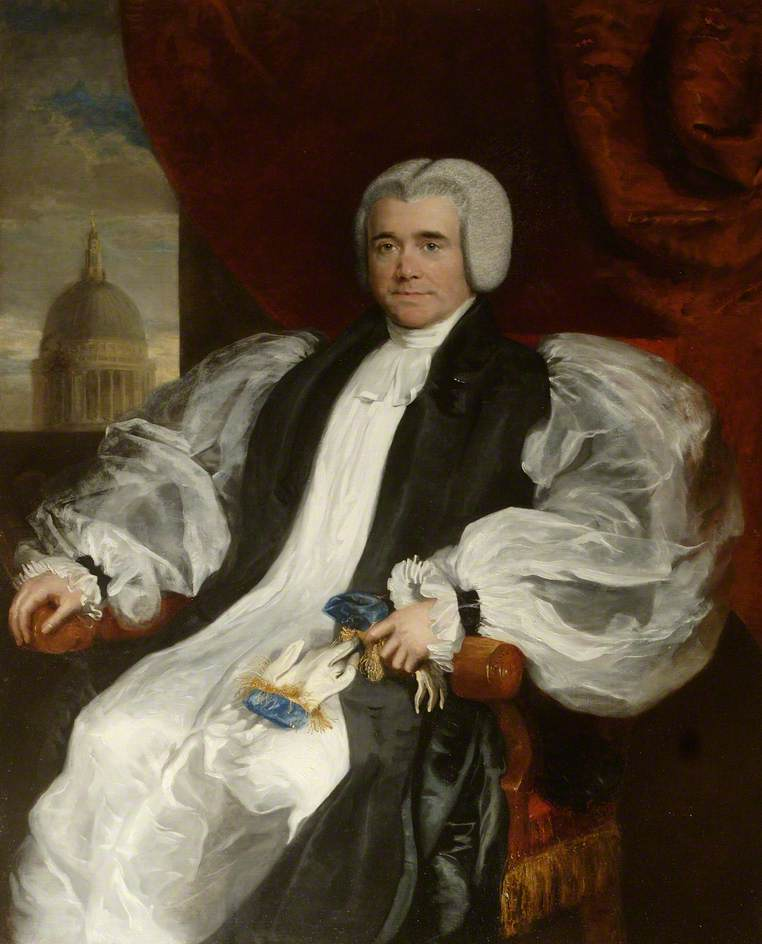
El obispo Copleston por Martin Archer Shee.

Edward Copleston (2 de febrero de 1776 – 14 de octubre de 1849) fue un clérigo y académico inglés, Rector del Oriel College, Oxford, desde 1814 hasta 1828 y Obispo de Llandaff desde 1827.

## Vida
Nacido en una antigua familia del Oeste del País, Copleston nació en Offwell en Devon, y se educó en Corpus Christi College, Oxford, donde obtuvo una beca a los 15 años.
Fue elegido para una tutoría en Oriel College, Oxford, en 1797, y en 1800 fue nombrado en St Mary Hall, Oxford y también se convirtió en Vicario de la Iglesia Universitaria de Santa María la Virgen, Oxford. Como Profesor de Poesía de Oxford (1802–1812) ganó una reputación por su crítica literaria y su buen latín.
Después de ocupar el cargo de decano en Oriel durante varios años, sucedió al rectorado en 1814, y en gran parte debido a su influencia, el colegio alcanzó un notable grado de prosperidad durante el primer cuarto del siglo XIX. Fue influyente en la elección de Fellows que con el tiempo se convertirían en figuras prominentes durante el Movimiento de Oxford, aunque él mismo tenía una mentalidad más racionalista y pertenecía al grupo de los llamados Noéticos de Oriel.
En 1826 fue nombrado Decano de Chester, y al año siguiente fue consagrado Obispo de Llandaff. Aquí apoyó el nuevo movimiento para la restauración de iglesias en Gales, y durante su ocupación de la sede se construyeron más de veinte nuevas iglesias en la diócesis. Los problemas políticos de la época le interesaron mucho, y sus escritos incluyen dos cartas a Sir Robert Peel, una tratando sobre el 'Estándar Variable de Valor', y la otra sobre el 'Aumento del Pauperismo' (Oxford, 1819).
El palacio de los Obispos de Llandaff (en Mathern, Monmouthshire) había sido vendido, por lo que Copleston residía ocasionalmente en Castillo de Llandough cerca de Cowbridge y pasó sus últimos años entre la Decanía de San Pablo y Hardwick House en Chepstow, donde murió.
Su bisnieto, John Copleston, también fue clérigo.